# 34753 Zdeněkmatyáš
34753 Zdeněkmatyáš è un asteroide della fascia principale. Scoperto nel 2001, presenta un'orbita caratterizzata da un semiasse maggiore pari a 2,1848415 au e da un'eccentricità di 0,1205752, inclinata di 4,82188° rispetto all'eclittica.
L'asteroide è dedicato al fisico ceco Zdeněk Matyáš.